# Astragalus pseudodianthus
Astragalus pseudodianthus är en ärtväxtart som beskrevs av Nábelek. Astragalus pseudodianthus ingår i släktet vedlar, och familjen ärtväxter. Inga underarter finns listade i Catalogue of Life.